# Christian Klier

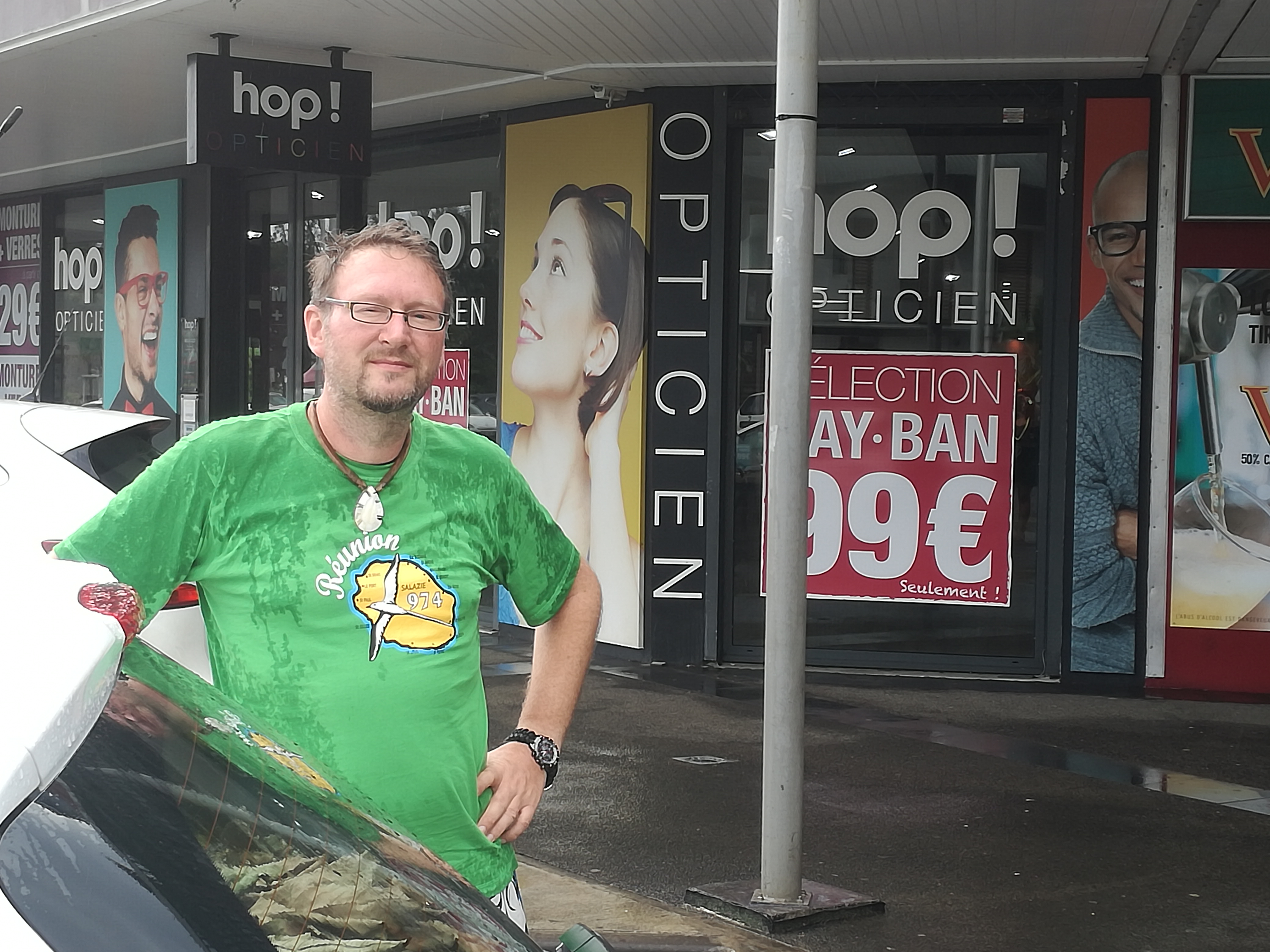
Christian Klier (2018)

Christian Klier (* 9. September 1970 in Nürnberg) ist ein deutscher Lehrer und Krimiautor.

## Leben
Nach dem Abitur absolvierte Klier in Augsburg und Würzburg ein Sprachenstudium. Er studierte außerdem an der Sorbonne (Paris). 1997 beendete er sein Studium mit einem Magister Artium. Im Jahr darauf legte er das Staatsexamen für das gymnasiale Lehramt ab. Seit 1999 unterrichtet er die Fächer Deutsch und Französisch.
2010 veröffentlichte er seinen ersten Krimi, Klotz, der Tod und das Absurde. Aus diesem Roman entstand eine Tetralogie, die mit Klotz und die Blumen des Bösen endet. Außerdem publizierte Klier 2013 den Bretagne-Krimi Das ganze Jahr November.
Ab 2012 war Klier mit der Schriftstellerin Tessa Korber verheiratet, mit der er drei Romane in Gemeinschaftsarbeit geschrieben hat: Knochenjob und unter dem Pseudonym „Christian Brandt“ die Zeitreise-Thriller JACK und OPERATION JFK.
In seinen Romanen greift Klier auf die Erfahrungen in verschiedenen gesellschaftlichen Schichten und Milieus zurück, die er zum großen Teil in Studenten-Jobs kennenlernte.
Klier ist Mitglied im Syndikat (Autoren).

## Werke
Krimireihe um Hauptkommissar Werner Klotz
- Klotz, der Tod und das Absurde, Emons Verlag Köln 2010, 240 S., ISBN 978-3-89705-783-8.
- Klotz und der unbegabte Mörder, Emons Verlag Köln 2012, 206 S., ISBN 978-3-89705-952-8.
- Klotz und der Schatz im Silbersee, Emons Verlag Köln 2013, 224 S., ISBN 978-3-95451-159-4.
- Klotz und die Blumen des Bösen, Emons Verlag Köln 2014, 192 S., ISBN 978-3-95451-462-5.

Kriminalromane
- Das ganze Jahr November, Ars Vivendi-Verlag Cadolzburg 2013, 256 S., ISBN 978-3-86913-272-3.
- /Tessa Korber: Knochenjob, Berlin-Verlag, Berlin 2016, 288 S., ISBN 978-3-8333-1030-0.

Thriller (m. Tessa Korber unter den Pseudonymen Tess Riley/Christian Brandt)
- JACK, Rowohlt Taschenbuch Verlag Reinbek 2015, 320 S., ISBN 978-3-499-26957-8.
- OPERATION JFK, Rowohlt Taschenbuch Verlag Reinbek 2016, 448 S., ISBN 978-3-499-27219-6.

Kurzkrimis in Sammelbänden
Frankenkrimis
- Die Reise zum Mond, in: Tatort Franken No.2. 18 neue Kriminalgeschichten, Ars Vivendi-Verlag Cadolzburg 2011, 303 S., ISBN 978-3-86913-061-3.
- Kill, Kamerun, kill, in: Tatort Franken No.3. 20 neue Kriminalgeschichten, Ars Vivendi-Verlag Cadolzburg 2012, 340 S., ISBN 978-3-86913-118-4.
- /Tessa Korber: Die Hochzeitsnacht, in: Tatort Franken No.4. 15 neue Kriminalgeschichten, Ars Vivendi-Verlag Cadolzburg 2013, 240 S., ISBN 978-3-86913-201-3.
- Klotz und die Fahrt ohne Wiederkehr, in: Tatort Franken No.5. 16 neue Kriminalgeschichten, Ars Vivendi-Verlag Cadolzburg 2014, 280 S., ISBN 978-3-86913-428-4.

weitere Kurzkrimis bei Ars Vivendi
- Erleuchtung, eiskalt, in: Tommie Goertz (Hrsg.): Kältestarre. 13 Krimis aus Franken zum Frösteln, Ars Vivendi-Verlag Cadolzburg 2011, 184 S., ISBN 978-3-86913-102-3.
- Virtuality Crisis, in: Petra Nacke (Hrsg.): Leiche sucht Autor. 1 Toter-12 Autoren-12 Storys, Ars Vivendi-Verlag Cadolzburg 2013, ISBN 978-3-86913-275-4.
- Paristocats, in: Tessa Korber (Hrsg.): Auf leisen Pfoten kommt der Tod. 12 Katzenkrimis, Ars Vivendi-Verlag Cadolzburg 2013, 250 S., ISBN 978-3-86913-273-0.
- Klotz und die Stimme Gottes, in: Jan Beinßen (Hrsg.): Christkindles-Morde. Ein fränkischer Adventskalender in 24 Kurzkrimis, Ars Vivendi-Verlag Cadolzburg 2013, 224 S.,  ISBN 978-3-86913-274-7.
- An angel is like you, Kate - act number six, in: Thomas Kastura (Hrsg.): To die or not to die. Shakespeare-Anthologie: 14 Shakespeare-Krimis, Ars Vivendi-Verlag Cadolzburg 2014, 304 S., ISBN 978-3-86913-416-1.
- Nahtod, mehrfach, in: Lebkuchenleichen und Glühweinopfer. Ein fränkischer Adventskalender in 24 Kurzkrimis, Ars Vivendi-Verlag Cadolzburg 2015, 368 S., ISBN 978-3-86913-576-2.
- Leise rieselt der Schnee, in: Tommie Goertz (Hrsg.): Zwetschgermännla Morde. 14 Kurzkrimis aus Franken zur Weihnachtszeit, Ars Vivendi-Verlag Cadolzburg 2017, S. 140–162, ISBN 978-3-86913-858-9.

Kurzkrimis bei KBV
- Genius Genialissimus Mauk, in: Petra Steps (Hrsg.): Gauner, Geigen, Griegeniffte. Kurzkrimis aus dem Vogtland (= Reihe Mordlandschaften, Band 16), KBV Verlag Hillesheim 2013, ISBN 978-3-942446-79-2.
- Mission Aberlour, in: Thomas Kastura (Hrsg.): Scotch as Scotch can. Hochprozentige Whisky Krimis, 350 S., KBV Verlag Hillesheim 2013, ISBN 978-3-942446-89-1.
- Todesspiel, in: Petra Steps (Hrsg.): Sport ist Mord. Kriminalgeschichten, KBV Verlag Hillesheim 2015, 331 S., ISBN 978-3-95441-263-1.
- Der Weißrusse - White Russian, in: Thomas Kastura (Hrsg.): Cocktail-Leichen. Kriminalgeschichten - geschüttelt und gerührt, KBV Verlag Hillesheim 2016, 300 S., ISBN 978-3-95441-292-1.

Kurzkrimis bei Gmeiner
- Sherlock Holmes und der zerbrochene Krug, in: Friederike Schmöe (Hrsg.): Kirchweihleichen. 13 finstere Stories, Gmeiner-Verlag Meßkirch 2015, ISBN 978-3-8392-1736-8.
- Im Garten Gottes fließt kein Blut, in: Friederike Schmöe / Petra Steps (Hrsg.): Mörderische Prachtbäder. 11 Wellness-Krimis rund um Soletherme und Moorbad. Mit 125 Freizeittipps, Gmeiner-Verlag Meßkirch 2018, 281 S., ISBN 978-3-8392-2234-8.

## Rezeption
zu Klotz, der Tod und das Absurde
- „Flott geschrieben, nicht betont witzig, sondern gut witzig. Die spannende Handlung ist authentisch recherchiert und endet mit einer überraschenden Wendung.“ (Doppelpunkt, Ausgabe Dezember 2010)

zu Klotz und der unbegabte Mörder
- „Christian Kliers Kommissar Klotz ist raubeinig und schlitzohrig zugleich, ist kein Überflieger, sondern ein Mensch, der Fehler hat und Fehler macht. Und der darunter leidet, dass er als Geschiedener seinem Sohn kein richtiger Vater sein kann. Das macht ihn sympathisch, auch wenn er sich als Stinkstiefel gibt.“ (Friedrich G. Stern, Nürnberger Zeitung vom 16. Juli 2012)
- „Privat ziemlich aus der Bahn geworfen, ist Klotz pädagogisch nicht gerade auf der Höhe der Zeit, als er als Undercover-Ermittler in ein Nürnberger Gymnasium geschickt wird und die Deutschklasse einer ermordeten Lehrerin übernehmen soll. 'Klotz und der unbegabte Mörder' heißt das jüngste Buch Kliers, aber unbegabte Pädagogen haben auch ihren Reiz.“ (Pauline Lindner, Fränkischer Tag vom 27./28. Oktober 2012)

zu Klotz und der Schatz im Silbersee
- „Christian Klier überrascht den Leser mit einer skurrilen, ja vielleicht sogar grotesken Geschichte aus der Nazi-Porn-Szene (ja so etwas soll es geben). Männer, die tagsüber in SS-Uniformen durch Nürnberg laufen, mumifizierte Leichen, die in Litfaßsäulen auftauchen und KZ-Häftlinge, die der dunklen Seite der ‚Stadt der Reichsparteitage‘ ein Gesicht geben, das sind nur einige der unkonventionellen Zutaten eines Romans, der selbstironisch das Genre persifliert und dennoch mit einem Augenzwinkern daran festhält.“ (Udo Güldner, Nordbayerische Nachrichten vom 23. Oktober 2013)
- „Morde in einer NS-uniformierten Schmuddelszene, das wäre Klier für seine Geschichte zu wenig gewesen und es wäre, wie er selbst sagt, ‚dem Thema nicht gerecht geworden‘. Also webt er eine zweite Handlung mit ein: Die Geschichte um die mumifizierte Leiche eines KZ-Häftlings. Ein undurchsichtiges Zusammenspiel, das den Leser bis zum Schluss grübeln lässt und den Stoff besonders reizvoll macht.“ (Marion Christgau, Bayerischer Rundfunk vom 2. April 2014)

zu Klotz und die Blumen des Bösen
- „Der neue Klotz-Krimi ist intelligent gebaut und spannend erzählt, mit viel bissigem Spott und makabrem Humor. Am Schluss überschlagen sich die Ereignisse in einem ziemlich abstrusen, realitätsfernen Konstrukt – wie halt bei Krimiautoren üblich. . .“ (Michaela Höber, Nürnberger Zeitung vom 14. November 2014)

zu JACK
- „Der Cern-Physiker Matthieu Savary erfindet die Zeitreise - und direkt wird er vom britischen Geheimdienst angeheuert, die Identität von Jack the Ripper zu erkunden. Tess Riley und Christian Brandt nehmen Spekulationen um den Londoner Serienmörder und stricken daraus einen actiongeladenen Roman.“ (3sat am 8. September 2015)